# دامیکو داهنی
دامیکو داهنی (انگلیسی: Demeaco Duhaney؛ زادهٔ ۱۳ اکتبر ۱۹۹۸) بازیکن فوتبال اهل بریتانیا است.
از باشگاه‌هایی که در آن بازی کرده‌است می‌توان به باشگاه فوتبال منچستر سیتی اشاره کرد.
وی همچنین در تیم ملی فوتبال زیر ۲۰ سال انگلستان بازی کرده‌است.